# Archidiecezja Trydentu
Archidiecezja Trydentu – archidiecezja Kościoła rzymskokatolickiego we Włoszech, a dokładniej w regionie Trydent-Górna Adyga, w regionie kościelnym Triveneto.
Została erygowana jako diecezja już w II wieku. W latach 1545–1563 była miejscem soboru trydenckiego, uznawanego za początek kontrreformacji. W 1929 została podniesiona do rangi archidiecezji, ale początkowo tylko tytularnej. Dopiero w 1964 ustanowiona została metropolia Trydentu.